# Zwetan Radoslawow

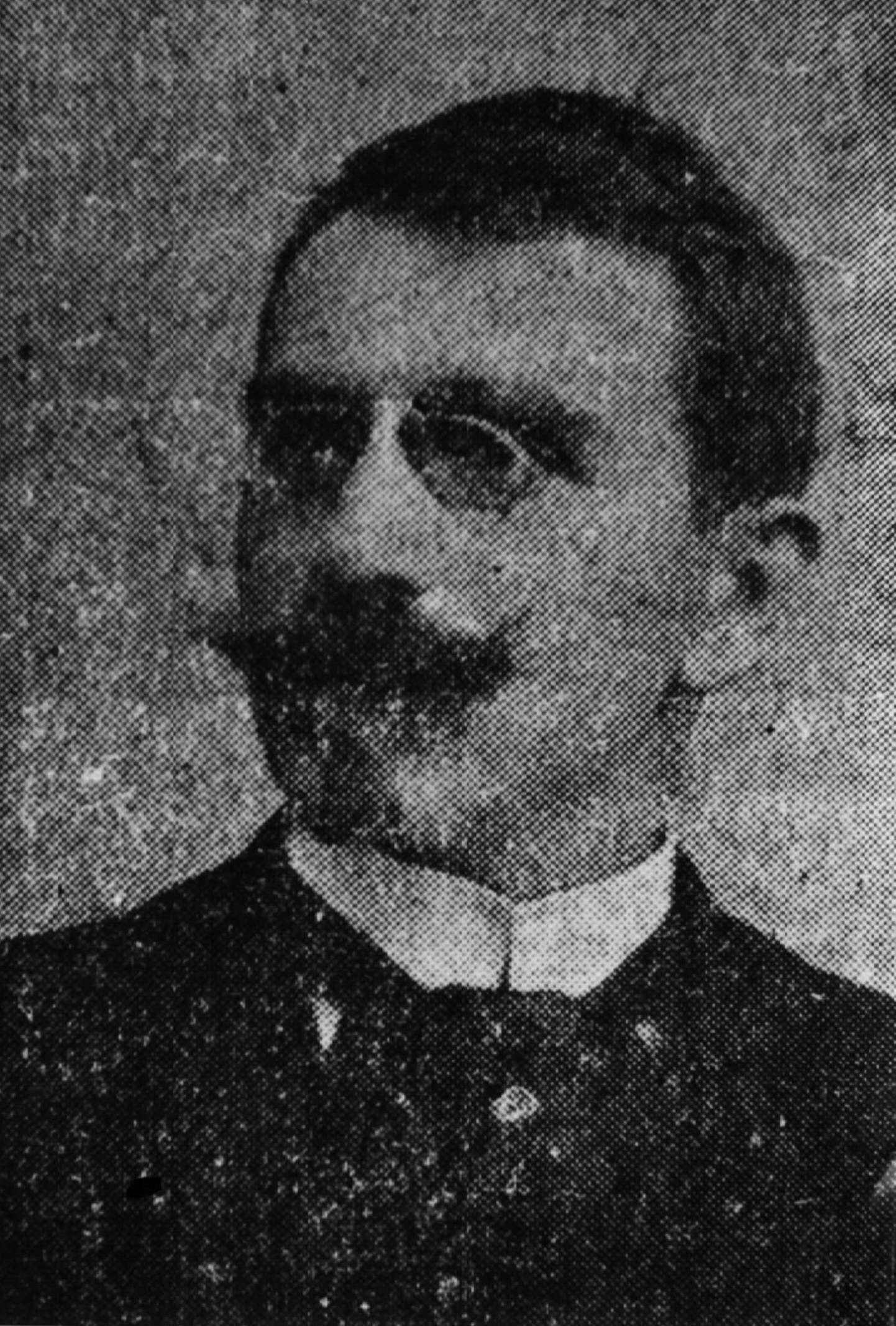
Zwetan Radoslawow (1912)

Zwetan Zwetkow Radoslawow Chadschidenkow (bulgarisch Цветан Цветков Радославов Хаджиденков; * 19. April 1863 in Swischtow; † 27. Oktober 1931 in Sofia) war ein bulgarischer Komponist. Seine bekannteste Komposition ist die Klaviersonate in f-Moll Op. 8 sowie Mila Rodino, die seit 1964 die bulgarische Nationalhymne ist.
Er studierte seit dem 17. Oktober 1893 Philosophie in Leipzig, wo er sich 1899 mit einer Arbeit über das Gedächtnis räumlicher Distanzen zum Dr. phil. promovierte. Laut seiner Studentenkartei wurde aufgrund einer Resolution vom 22. Oktober 1896 zwischen seinem Vor- und Familienzusatz eingefügt: Hadj-Denkow. Er war Mitglied des Akademisch-Philosophischen Vereins zu Leipzig, welcher ihn für das Wintersemester 1896/97 zu seinem Vorsitzenden wählte.